# Mario Zafred
Mario Zafred (Trieste, 21 febbraio 1922 – Roma, 22 maggio 1987) è stato un compositore e critico musicale italiano.

## Biografia
Si diplomò in composizione al Conservatorio di Roma nel 1944. Allievo di Gian Francesco Malipiero e di Ildebrando Pizzetti di cui seguì il corso di perfezionamento in composizione all'Accademia nazionale di Santa Cecilia di Roma, fu direttore artistico dell'Opera di Roma dal 1968 al 1974 e presidente dell'Accademia di Santa Cecilia dal 1973 al 1983.
Compositore di indole decisamente tradizionalista, la sua produzione abbraccia quasi tutti i generi musicali (dai brani solistici all'opera lirica, dai concerti alle sinfonie), ed è caratterizzata da una forte incisività ritmica unita alla presenza di intensi squarci meditativi; solo raramente e con molta circospezione si è servito di tecniche atonali e dodecafoniche, preferendo in genere muoversi entro ambiti meno avanzati, quali il modalismo o la politonalità.
Zafred, in effetti, non fu mai un musicista "di ricerca", ed il suo modo di limitarsi ad una visione "catartica" della tonalità può essere fatto risalire ad una posizione ideologica di origini ždanoviane: egli fu infatti tra i pochi musicisti che nell'Italia del secondo dopoguerra accettarono ed avallarono (in modo decisamente ortodosso) le teorie e le limitazioni imposte da Ždanov, l'intransigente fautore del realismo socialista. Perciò Zafred osteggiò fermamente le posizioni avanguardistiche, in special modo le correnti strutturalistiche e post-seriali.

## Opere
Nella sua Sinfonia n.4, recante il sottotitolo  "In onore della Resistenza" si percepisce il senso di grande partecipazione al drammatico momento storico.
Compose anche musica per film; da segnalare la sua colonna sonora della pellicola Achtung! Banditi! di Carlo Lizzani.

### Per orchestra
- 7 sinfonie 
  - N. 1 1943
  - N. 2 1944
  - N. 3 Canto del Carso 1949
  - N. 4 In onore della Resistenza 1950 diretta da Carlo Maria Giulini al Teatro La Fenice di Venezia
  - N. 5 Prati della primavera 1954
  - N. 6 1958
  - N. 7 1969
- 2 ricercari per piccola orchestra (1941)
- Preludio a Marina (1946)
- Sinfonietta (1953)
- Sinfonietta breve per archi (1955)
- Ouverture sinfonica (1957)
- Concerto per archi (1969)

### Per strumento solista e orchestra
- Concerto per due pianoforti e orchestra (1960)
- Concerto per violoncello e orchestra (1956)
- Concerto per arpa e orchestra (1955)
- Concerto per viola e orchestra 6 giugno (1957) nel concerto d'apertura della Stagione Sinfonica di primavera del Teatro alla Scala di Milano con Bruno Giuranna e l'Orchestra del Teatro alla Scala diretto da Carlo Maria Giulini

### Opere teatrali
- Amleto, opera su libretto di Lilyan Zafred (1961)
- Wallenstein, opera in tre atti dal dramma omonimo di Schiller su libretto di Lilyan e Mario Zafred, 18 marzo (1965) nel Teatro dell'Opera di Roma con Gianfranco Cecchele direttore Oliviero De Fabritiis regia Margherita Wallmann.
- Kean, opera da Alexandre Dumas padre, su libretto di Lilyan Zafred Rome (1981) al Teatro Massimo Vincenzo Bellini di Catania con Carlo Cava